# Varois-et-Chaignot

Varois-et-Chaignot este o comună din departamentul Côte-d'Or, din Franța de Est.